# Великая Кошелевка
Вели́кая Кошеле́вка (укр. Вели́ка Кошелі́вка) — село в Нежинском районе Черниговской области Украины. Население — 785 человек. Занимает площадь 6 км².
Код КОАТУУ: 7423381701. Почтовый индекс: 16621. Телефонный код: +380 4631.

## Власть
Орган местного самоуправления — Великокошелевский сельский совет. Почтовый адрес: 16621, Черниговская обл., Нежинский р-н, с. Великая Кошелевка, ул. Ленина, 21.

## История
- Село Великая Кошелевка было в составе Дремайловской волости Нежинского уезда Черниговской губернии.
- В селе была Петропавловская церковь. Священнослужители Петропавловской церкви[2]:
  - 1828 — священник Николай Назарович Митькевич.

## Известные уроженцы
- Мазный Юрий Макарович (1907—1982) — участник Великой Отечественной войны, гвардии полковник. Герой Советского Союза.